# American Basketball League (1996-1998)
Pour les articles homonymes, voir ABL et National Basketball League.
La American Basketball League est une ligue professionnelle de basket-ball féminin aux États-Unis. Elle est créée peu avant la Women's National Basketball Association (propriété de la NBA), profitant de la popularité croissante du basket-ball féminin aux États-Unis après la victoire de la sélection nationale aux Jeux olympiques d'Atlanta.

## Historique
L'ABL commence la compétition un an avant la WNBA, devenant alors le plus haut niveau féminin du pays durant la saison 1996-1997. Elle a pu, en effet, recruter une grande partie des joueuses de la sélection nationale américaine. Les salaires sont alors beaucoup plus élevés que dans les autres ligues féminines au fonctionnement amateur ou semi-professionnel. Mais sur le plan financier la ABL ne put ensuite jamais concurrencer la WNBA, qui se lance une année plus tard. Soutenue par la puissante NBA, la nouvelle venue adopte également une stratégie différente de l'ABL: plutôt que de coller au calendrier masculin, la WNBA est une ligue d'été se déroulant pendant l'inter-saison NBA.
Au début de la saison 1997-1998, une conférence téléphonique de l'ABL avec les mangers des équipes leur apprend que les crédits seront insuffisants pour terminer la saison sans l'apport de nouveaux moyens. Ceux-ci n'arrivèrent pas et l'ABL tombe sous le coup de la loi des faillites peu avant Noël.
Deux saisons complètes sont disputées en ABL : 1996-1997 et 1997-1998. Le Glory d'Atlanta et les StingRays de Long Beach disparaissent avant d'entamer la saison 1998-1999, et la ligue arrête son activité le 22 décembre 1998 alors que les équipes avaient disputé environ 12 matchs chacune dans cette saison 98-99.
Sur les cendres de certaines franchises comme le Reign de Seattle naissent de futures franchises WNBA, Karen Bryant préparant ainsi la fondation du Storm de Seattle.

## Les équipes de ABL
- Glory d'Atlanta
- Condors de Chicago
- Xplosion du Colorado
- Quest de Columbus
- StingRays de Long Beach
- Noise de Nashville
- Blizzard de la Nouvelle-Angleterre
- Power de Portland
- Rage de Richmond >> Rage de Philadelphie
- Lasers de San José
- Reign de Seattle

## Les finales
Les finales se sont disputées au meilleur des 5 matchs :
- 1997 :  Quest de Columbus 3-2 Rage de Richmond
- 1998 :  Quest de Columbus 3-2 StingRays de Long Beach

## Joueuses célèbres ou marquantes de la ligue

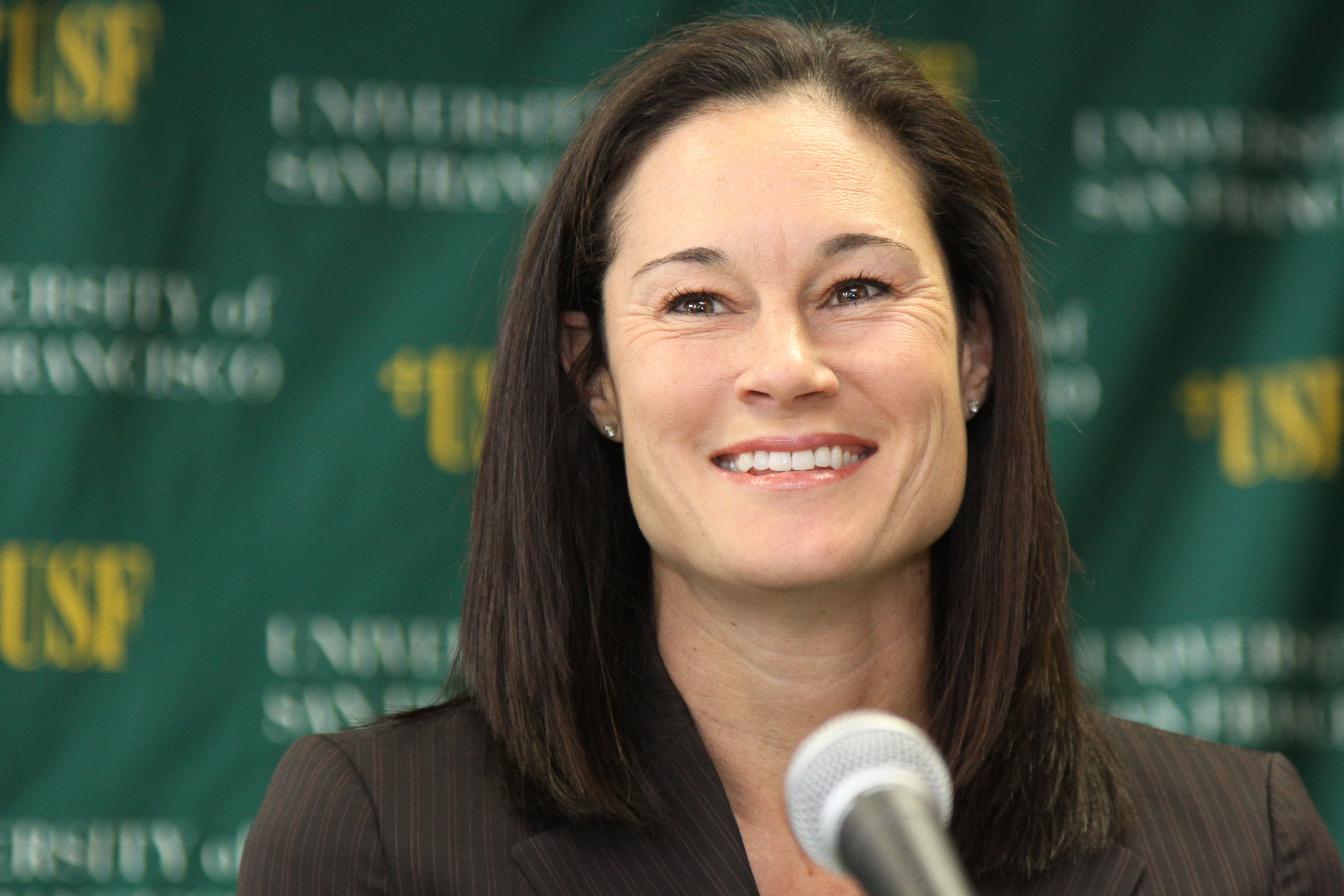
Jennifer Azzi.

- Jennifer Azzi
- Edna Campbell
- Andrea Lloyd-Curry
- Teresa Edwards
- Tonya Edwards
- Yolanda Griffith
- Sonja Henning
- Shannon Johnson
- Kate Starbird
- DeMya Walker